# Carlos Vergara Montero
Carlos Vergara Montero (1883-1959), general chileno que asumió como Ministro de Guerra del gobierno del vicepresidente Manuel Trucco en los primeros días de septiembre de 1931, a raíz de la Sublevación de la Escuadra iniciada por la marinería el 31 de agosto de ese año. Reemplazó en el cargo a Pedro Charpin. Desde este puesto coordinó los ataques contra las instalaciones terrestres tomadas por los amotinados en Talcahuano, Valparaíso y Quintero, además del bombardeo aéreo de la Escuadra fondeada en Coquimbo. Dejó la cartera a comienzos de 1932, en manos de Miguel Urrutia, cuando fue fusionada con la de Marina, formando el actual Ministerio de Defensa.
Simpatizante de la Alemania Nazi, fue un miembro y participante habitual de diversas organizaciones de fachada del capítulo chileno del partido nazi, o "NSDAP (AO) Landesgruppe Chile". Tal fue el caso de la "Deutscher Militär Verein" y la "Asociación de Amigos de Alemania", o AAA. En esta última fue director, firmando manifiestos hasta las postrimerías de la Segunda Guerra Mundial, cuando ya se encontraba en retiro. En septiembre de 1938 fue detenido tras la Matanza del Seguro Obrero, acusado de estar implicado en la intentona golpista del Movimiento Nacional-Socialista de Chile, cargo que no se le pudo probar.
También integró el Frente Nacional Chileno, que a principio de los años 1940 luchaba por la disolución de las instituciones democráticas y la represión de los comunistas. Según un testimonio de la época "el general Carlos Vergara es asimismo un huésped habitual en las actividades de la colonia alemana... y marcha uniformado con el Movimiento Nacionalsocialista en sus desfiles por las calles de Santiago".